# Britt Assombalonga
Britt Assombalonga (Kinshasa, 6 dicembre 1992) è un calciatore congolese (Repubblica Democratica del Congo), attaccante svincolato.

## Biografia
Nato a Kinshasa, si è trasferito a Londra, in Inghilterra con la sua famiglia quando aveva appena otto mesi. È il figlio di Fedor Assombalonga, ex calciatore dello Zaire. Anche suo fratello Christian è un calciatore.
Possiede la cittadinanza inglese.

## Carriera

### Club

#### Watford e prestiti brevi
Cresciuto a Swiss Cottage, Assombalonga iniziò la sua carriera con il Watford, entrando nelle giovanili nel 2010, all'età di 17 anni. Al termine della sua prima stagione nella squadra giovanile ne risultò il secondo miglior marcatore e la sua squadra raggiunse i quarti di finale di FA Youth Cup. Assombalonga fece molte apparizioni per la squadra riserve del Watford durante questo periodo. Alla fine della stagione Assombalonga fu premiato per le sue performance con un contratto da professionista di un anno dal Watford e fu convocato ma rimase in panchina per due partite della prima squadra, contro Preston North End e Queens Park Rangers.
Nel novembre 2011 Assombalonga passò in prestito al Wealdstone assieme al compagno di squadra Connor Smith, per fare esperienza. Il 3 di dicembre seguente segnò il suo primo gol per la nuova squadra, nella partita di campionato contro i Concord Rangers. Il 4 gennaio 2012 il prestito di Assombalonga fu esteso per un ulteriore mese. Assombalonga ritornò al Watford il 4 febbraio dopo aver segnato 11 gol in 16 partite per il Wealdstone.
Assombalonga passò in prestito al Braintree Town con un contratto di un mese pochi giorni dopo il ritorno a Watford, dopo aver firmato un prolungamento di contratto di un anno con il club nello stesso giorno. Assombalonga debuttò in un 3-3 contro il Lincoln City nel quale segnò anche il suo primo gol, il 3-2 di quella partita, per essere poi espulso per doppia ammonizione pochi minuti dopo. Assombalonga segnò altri quattro gol in quattro partite per il Braintree dopo aver scontato la squalifica di una giornata, e fu successivamente richiamato dal Watford.
Tornato alla base, Assombalonga fece il suo debutto in prima squadra per il Watford il 17 marzo 2012, in un pareggio per 0-0 contro Coventry City. Questo fece di lui il 50º a passare dall'Accademia del Watford alla prima squadra.

#### Southend United
All'inizio della stagione 2012-13, Assombalonga andò a giocare in Football League Two al Southend United, con il club che descrisse l'acquisto come "un prestito iniziale di un mese". Segnò il suo primo gol per il Southend il 25 agosto 2012 in un 3-3 contro il Northampton Town ed altri cinque gol in quattro partite, tra cui una doppietta nella vittoria per 3-1 contro il Dagenham & Redbridge il 7 settembre. Assombalonga diventò capocannoniere del club quella stagione con un totale di 15 gol. Il Southend prorogò il prestito di Assombalonga nel dicembre del 2012, per tenerlo al club fino al termine della stagione. Giocò nella finale del 2013 del League Trophy contro il Crewe Alexandra che il Southend perse 2-0.

#### Peterborough United
Il 31 luglio 2013 il Peterborough United ha acquistò Assombalonga dal Watford. Al giocatore fu fatto firmare un contratto quadriennale. Segnò il suo primo gol durante il suo debutto con la nuova maglia conto lo Swindon Town sconfitto 1-0. Segnò su rigore anche nella finale del Football League Trophy vinta 3-1 contro il Chesterfield a Wembley nel 2014.

#### Nottingham Forest
Il 6 agosto 2014 Assombalonga venne acquistato dal Nottingham Forest e firmò un contratto di cinque anni. Assombalonga segnò la sua prima doppietta per il Forest il 16 agosto 2014 contro il Bolton Wanderers al Macron Stadium.

#### Middlesbrough
Il 17 luglio 2017 Assombalonga firmò per il Middlesbrough, appena retrocesso in Championship, per 15 milioni di sterline, cifra record per il club. Segnò il suo primo gol per il Middlesbrough con la doppietta nella vittoria per 2-0 contro il Burton Albion il 15 agosto 2017.
Il Middlesbrough non gli offrì un rinnovo per il contratto in scadenza al termine della stagione 2020-21 e l'allenatore Neil Warnock il 21 aprile 2021 confermò che il calciatore era libero di lasciare il club anticipatamente.

#### Adana Demirspor
Il 3 luglio 2021 Assombalonga firmò un contratto di 3 anni con l'Adana Demirspor, club turco neopromosso in Süper Lig.

#### Ritorno al Watford
Il 29 gennaio 2023 viene ufficializzato il suo ritorno al Watford.

## Statistiche

### Presenze e reti nei club
Statistiche aggiornate al 2 ottobre 2024
| Stagione                 | Squadra                  | Campionato               | Campionato | Campionato | Coppe nazionali | Coppe nazionali | Coppe nazionali | Coppe continentali | Coppe continentali | Coppe continentali | Altre coppe | Altre coppe | Altre coppe | Totale | Totale |
| Stagione                 | Squadra                  | Comp                     | Pres       | Reti       | Comp            | Pres            | Reti            | Comp               | Pres               | Reti               | Comp        | Pres        | Reti        | Pres   | Reti   |
| ------------------------ | ------------------------ | ------------------------ | ---------- | ---------- | --------------- | --------------- | --------------- | ------------------ | ------------------ | ------------------ | ----------- | ----------- | ----------- | ------ | ------ |
| lug.-nov. 2011           | Watford                  | FLC                      | 0          | 0          | FACup+CdL       | 0               | 0               | -                  | -                  | -                  | -           | -           | -           | 0      | 0      |
| nov. 2011-feb. 2012      | Wealdstone               | IL                       | 11         | 6          | FACup           | -               | -               | -                  | -                  | -                  | FAT+MSC     | 4+1         | 3+2         | 16     | 11     |
| feb.-mar. 2012           | Braintree Town           | FC                       | 5          | 5          | FACup           | -               | -               | -                  | -                  | -                  | FAT         | -           | -           | 5      | 5      |
| mar.-giu. 2012           | Watford                  | FLC                      | 4          | 0          | FACup+CdL       | -               | -               | -                  | -                  | -                  | -           | -           | -           | 4      | 0      |
| 2012-2013                | Southend Utd             | FL2                      | 43         | 15         | FACup+CdL       | 0               | 0               | -                  | -                  | -                  | FLT         | 6           | 1           | 49     | 16     |
| 2013-2014                | Peterborough Utd         | FL1                      | 43+2       | 23+1       | FACup+CdL       | 4+3             | 5+1             | -                  | -                  | -                  | FLT         | 6           | 3           | 58     | 33     |
| 2014-2015                | Nottingham Forest        | FLC                      | 29         | 15         | FACup+CdL       | 1+2             | 0               | -                  | -                  | -                  | -           | -           | -           | 32     | 15     |
| 2015-2016                | Nottingham Forest        | FLC                      | 4          | 1          | FACup+CdL       | 0               | 0               | -                  | -                  | -                  | -           | -           | -           | 4      | 1      |
| 2016-2017                | Nottingham Forest        | FLC                      | 32         | 14         | FACup+CdL       | 1+0             | 0               | -                  | -                  | -                  | -           | -           | -           | 33     | 14     |
| Totale Nottingham Forest | Totale Nottingham Forest | Totale Nottingham Forest | 65         | 30         |                 | 4               | 0               |                    | -                  | -                  |             | -           | -           | 69     | 30     |
| 2017-2018                | Middlesbrough            | FLC                      | 44+2       | 15+0       | FACup+CdL       | 1+0             | 0               | -                  | -                  | -                  | -           | -           | -           | 47     | 15     |
| 2018-2019                | Middlesbrough            | FLC                      | 42         | 14         | FACup+CdL       | 3+1             | 2+0             | -                  | -                  | -                  | -           | -           | -           | 46     | 16     |
| 2019-2020                | Middlesbrough            | FLC                      | 35         | 11         | FACup+CdL       | 0+1             | 0               | -                  | -                  | -                  | -           | -           | -           | 36     | 11     |
| 2020-2021                | Middlesbrough            | FLC                      | 31         | 5          | FACup+CdL       | 0+1             | 0               | -                  | -                  | -                  | -           | -           | -           | 32     | 5      |
| Totale Middlesbrough     | Totale Middlesbrough     | Totale Middlesbrough     | 152+2      | 45         |                 | 7               | 2               |                    | -                  | -                  |             | -           | -           | 161    | 47     |
| 2021-2022                | Adana Demirspor          | SL                       | 37         | 10         | CT              | 3               | 2               | -                  | -                  | -                  | -           | -           | -           | 40     | 12     |
| 2022-gen. 2023           | Adana Demirspor          | SL                       | 12         | 2          | CT              | 2               | 4               | -                  | -                  | -                  | -           | -           | -           | 14     | 6      |
| Totale Adana Demirspor   | Totale Adana Demirspor   | Totale Adana Demirspor   | 49         | 12         |                 | 5               | 6               |                    | -                  | -                  |             | -           | -           | 54     | 18     |
| gen.-giu. 2023           | Watford                  | FLC                      | 11         | 2          | FACup+CdL       | -               | -               | -                  | -                  | -                  | -           | -           | -           | 11     | 2      |
| Totale Watford           | Totale Watford           | Totale Watford           | 15         | 2          |                 | 0               | 0               |                    | -                  | -                  |             | -           | -           | 15     | 2      |
| 2023-2024                | Antalyaspor              | SL                       | 22         | 2          | CT              | 4               | 4               | -                  | -                  | -                  | -           | -           | -           | 26     | 6      |
| 2024-2025                | Amed SFK                 | SL                       | 6          | 2          | CT              | 0               | 0               | -                  | -                  | -                  | -           | -           | -           | 6      | 2      |
| Totale carriera          | Totale carriera          | Totale carriera          | 411+4      | 142+1      |                 | 27              | 18              |                    | -                  | -                  |             | 17          | 9           | 459    | 170    |

### Cronologia presenze e reti in nazionale
| Cronologia completa delle presenze e delle reti in nazionale ― RD del Congo | Cronologia completa delle presenze e delle reti in nazionale ― RD del Congo | Cronologia completa delle presenze e delle reti in nazionale ― RD del Congo | Cronologia completa delle presenze e delle reti in nazionale ― RD del Congo | Cronologia completa delle presenze e delle reti in nazionale ― RD del Congo | Cronologia completa delle presenze e delle reti in nazionale ― RD del Congo | Cronologia completa delle presenze e delle reti in nazionale ― RD del Congo | Cronologia completa delle presenze e delle reti in nazionale ― RD del Congo |
| Data                                                                        | Città                                                                       | In casa                                                                     | Risultato                                                                   | Ospiti                                                                      | Competizione                                                                | Reti                                                                        | Note                                                                        |
| --------------------------------------------------------------------------- | --------------------------------------------------------------------------- | --------------------------------------------------------------------------- | --------------------------------------------------------------------------- | --------------------------------------------------------------------------- | --------------------------------------------------------------------------- | --------------------------------------------------------------------------- | --------------------------------------------------------------------------- |
| 27-3-2018                                                                   | Dar es Salaam                                                               | Tanzania                                                                    | 2 – 0                                                                       | RD del Congo                                                                | Amichevole                                                                  | -                                                                           | 64’                                                                         |
| 9-9-2018                                                                    | Monrovia                                                                    | Liberia                                                                     | 1 – 1                                                                       | RD del Congo                                                                | Qual. Coppa d'Africa 2019                                                   | -                                                                           | 73’                                                                         |
| 9-6-2019                                                                    | Marbella                                                                    | RD del Congo                                                                | 0 – 0                                                                       | Burkina Faso                                                                | Amichevole                                                                  | -                                                                           | 63’                                                                         |
| 15-6-2019                                                                   | Madrid                                                                      | RD del Congo                                                                | 1 – 1                                                                       | Kenya                                                                       | Amichevole                                                                  | -                                                                           | 73’                                                                         |
| 22-6-2019                                                                   | Il Cairo                                                                    | RD del Congo                                                                | 0 – 2                                                                       | Uganda                                                                      | Coppa d'Africa 2019 - 1º turno                                              | -                                                                           | 70’                                                                         |
| 30-6-2019                                                                   | Il Cairo                                                                    | Zimbabwe                                                                    | 0 – 4                                                                       | RD del Congo                                                                | Coppa d'Africa 2019 - 1º turno                                              | 1                                                                           | 46’                                                                         |
| 7-7-2019                                                                    | Alessandria d'Egitto                                                        | Madagascar                                                                  | 2 – 2 dts (4 – 2 dtr)                                                       | RD del Congo                                                                | Coppa d'Africa 2019 - Ottavi di finale                                      | -                                                                           | 90’                                                                         |
| 2-9-2021                                                                    | Lubumbashi                                                                  | RD del Congo                                                                | 1 – 1                                                                       | Tanzania                                                                    | Qual. Mondiali 2022                                                         | -                                                                           | 46’                                                                         |
| 6-9-2021                                                                    | Cotonou                                                                     | Benin                                                                       | 1 – 1                                                                       | RD del Congo                                                                | Qual. Mondiali 2022                                                         | -                                                                           | 58’                                                                         |
| Totale                                                                      |                                                                             | Presenze                                                                    | 9                                                                           |                                                                             | Reti                                                                        | 1                                                                           |                                                                             |

## Palmarès
- Football League Trophy: 1

Peterborough United: 2013-2014